# 民勤绢蒿
民勤绢蒿（学名：Seriphidium minchunense）为菊科绢蒿属的植物，是中国的特有植物。分布在中国大陆的甘肃、新疆等地，生长于海拔1,300米至1,380米的地区，多生于沙砾质滩地，目前尚未由人工引种栽培。